# Titularbistum Aguntum
Aguntum (italienisch Agunto) ist ein 1968 eingerichtetes Titularbistum der römisch-katholischen Kirche.
Es geht zurück auf einen untergegangenen Bischofssitz in der antiken Stadt Aguntum in der römischen Provinz Noricum. Es gehörte der Kirchenprovinz Aquileia an.
| Titularbischöfe von Aguntum |                                |                                           |                  |                    |
| Nr.                         | Name                           | Amt                                       | von              | bis                |
| 1                           | Francis Joseph Gossman         | Weihbischof in Baltimore (USA)            | 15. Juli 1968    | 8. April 1975      |
| 2                           | Josef Plöger                   | Weihbischof in Köln (Deutschland)         | 9. Mai 1975      | 22. April 2005     |
| 3                           | Romuald Kamiński               | Weihbischof in Ełk (Polen)                | 8. Juni 2005     | 14. September 2017 |
| 4                           | Paulo Celso Dias do Nascimento | Weihbischof in Rio de Janeiro (Brasilien) | 27. Oktober 2017 | 19. April 2023     |
| 5                           | Fabián Alberto Belay           | Weihbischof in Rosario (Argentinien)      | 31. Mai 2023     |                    |